# La Tour-de-Peilz
La Tour-de-Peilz, és una ciutat i comuna suïssa, del cantó de Vaud, situada al districte de Vevey, cercle de La Tour-de-Peilz. La comuna està situada en la rivera superior del llac Leman. Limita al nord amb la comuna de Saint-Légier-La Chiésaz i Blonay, a l'est amb Montreux, i a l'oest amb Vevey.